# Philippe-Joseph Boucquéau de Villeraie
Philippe-Joseph Boucquéau de Villeraie, né à Bruxelles le 3 septembre 1773 et mort à Liège le 5 novembre 1834, est un homme politique belge.

## Fonctions et mandats
- Préfet de Rhin-et-Moselle : 1801-1803
- Membre du Congrès national : 1830-1831
- Membre de la Chambre des représentants de Belgique : 1831-1834

## Sources
- Carl BEYAERT, Biographies des membres du Congrès national, Brussel, 1930